# المختيش الصغير
المختيش الصغير ( العبرية: הַמַּכְתֵּשׁ הַקָּטָן هَمَخْتِش هَقَطَان، حرفيًا الهاون الصغير أو الجرن الصغير) هو تكوين جيولوجي ناتج عن التعرية، يقع في صحراء النقب في إسرائيل. تبلغ أبعاده 5 كم × 7 كم، ويُعدّ ثالث أكبر مختيش من بين خمسة المختيشات في النقب، من أصل سبعة مختيشات رئيسية معروفة، اثنان منها يقعان في صحراء سيناء بمصر. وقد تم توثيقه عام 1942 من قبل مستكشفين يهود.
في يونيو 2019، أعلنت دولة إسرائيل الحفرة محمية طبيعية.

## وصف
شكل الفُوَّهَة دائري تقريبًا. يبلغ أقصى طول لها حوالي 8 كيلومترات، وعرضها حوالي 6 كيلومترات، وعمقها نحو 400 متر. هناك مساران رئيسيان يؤديان إلى داخل الفُوَّهَة: الأول هو "معاليه إيلي"، يقع في الركن الجنوبي الغربي للفُوَّهَة، ويأتي من "معالي عقربيم"؛ والثاني هو "معاليه حتيرا"، وهو جزء من مسار قديم كان يصعد من ناحال تسين إلى متساد تامار، وينحدر عند الجانب الشمالي الشرقي للفُوَّهَة.
وادي حتيرة هو المجرى الذي يصرف مياه الفُوَّهَة الصغيرة باتجاه وادي تسين والعربة. يمر المجرى عبر فتحة في الجدار الجنوبي الشرقي للفُوَّهَة، تُعرف باسم "بوابة آشماداي" أو "بوابة الشيطان"، وهي جزء من سلسلة جبال حتيرة. تشتهر الفُوَّهَة الصغيرة بحجرها الرملي الملوَّن، الذي تتنوع ألوانه بين الرمادي والبني والأصفر والأحمر والأرجواني والأبيض. وتنتج هذه الألوان عن كميات ضئيلة من أكاسيدالحديد.

## تشكيل
تُعد الفُوَّهات في صحراء النقب تكوينات نادرة، إذ يتطلب تشكّل الفُوَّهة توافر عدة شروط مجتمعة: طيّة محدبة غير متماثلة، وطبقات صخرية متفاوتة في الصلابة (طبقات صلبة من الحجر الجيري أو الدولوميت في الأعلى، وطبقات أكثر ليونة في الأسفل)، ومجرى مائي يعمل على تآكل محتويات الفُوَّهة مع قاعدة تآكل منخفضة، بالإضافة إلى مناخ صحراوي جاف يُسهم في الحفاظ على جدران الفُوَّهة من عوامل التجوية.
في المرحلة الأولى، ترسّبت طبقة من الحجر الرملي في بيئة قارية. وقد أدى فيضان بحر تيثس إلى ترسيب صخور رسوبية بحرية – من الحجر الجيري والدولوميت – فوق طبقة الحجر الرملي الطري.
قبل نحو 90 مليون سنة، بدأت قوى الطيّ تؤثر في المنطقة. استمرت هذه القوى قرابة 40 مليون سنة، وأسفرت عن نشوء طيّات النقب (وهي التلال التي تشكلت بفعل الطيّات الأرضية)، بما في ذلك طيّة حتيرا. ومنذ نحو 30 مليون سنة، تراجع البحر عن منطقة النقب، مما عرض المنطقة لعمليات التجوية القارية التي أدت إلى تآكل قمم الطيّات. تعرّضت الطبقات العليا المكوّنة من الحجر الجيري الصلب للتآكل، وانكشف الحجر الرملي الطري داخل الطيّة المحدبة. وقد تآكل هذا الحجر الرملي بسرعة، وحملته مياه وادي حتيرة بعيدًا. أدى زوال طبقة الحجر الرملي إلى انهيار الطبقات الصلبة من الحجر الجيري، مما وسّع الفُوَّهة وأدى إلى تكوّن جدرانها العمودية.

## تاريخ
تظهر الفُوَّهة الصغيرة على "خريطة نيوكومب"، التي أعدّها الجيش البريطاني عام 1914 في إطار التحضيرات للحرب العالمية الأولى.
ولم تكن خريطة نيوكومب معروفة لدى التجمعات اليهودية آنذاك، وتم اكتشاف الفُوَّهَة بالصدفة خلال جولة قام بها أعضاء حركة "هماخانوت هاعوليم" في عام 1942. وبحسب روايتهم، فإن اكتشاف "الحفرة"، كما أسموها، فاجأ حتى مرشدهم البدوي.
في ديسمبر/كانون الأول 1958، استكمل الصندوق القومي اليهودي إنشاء طريق بطول 13 كيلومتراً يربط الفُوَّهة الصغيرة بطريق بئر السبع – سدوم. وقد فُتِح الطريق لصالح شركة النفط الوطنية التي كانت تبحث عن النفط في المنطقة.

## التصنيع والحفاظ على البيئة
بالقرب من مخرج الفُوَّهَة في وادي حتيرا، تُجرى أعمال حفر لاستخراج المياه، مما يؤدي إلى خروج مياه مالحة. تُضخ هذه المياه إلى المصانع العاملة في المنطقة، بما في ذلك "مجمع مصانع عراد".
تُعدّ الفُوَّهَة الصغيرة جزءًا من محمية فُوَّهَات النقب الطبيعية، وتُعتبر ثروة طبيعية ذات أهمية عالمية لما تتميز به من خصائص جيولوجية فريدة وجمال طبيعي أخّاذ. وبناءً على ذلك، تقوم سلطة الطبيعة والمتنزهات الإسرائيلية بأنشطة لحماية الفُوَّهَة وترميمها ومحيطها.

## معرض الصور

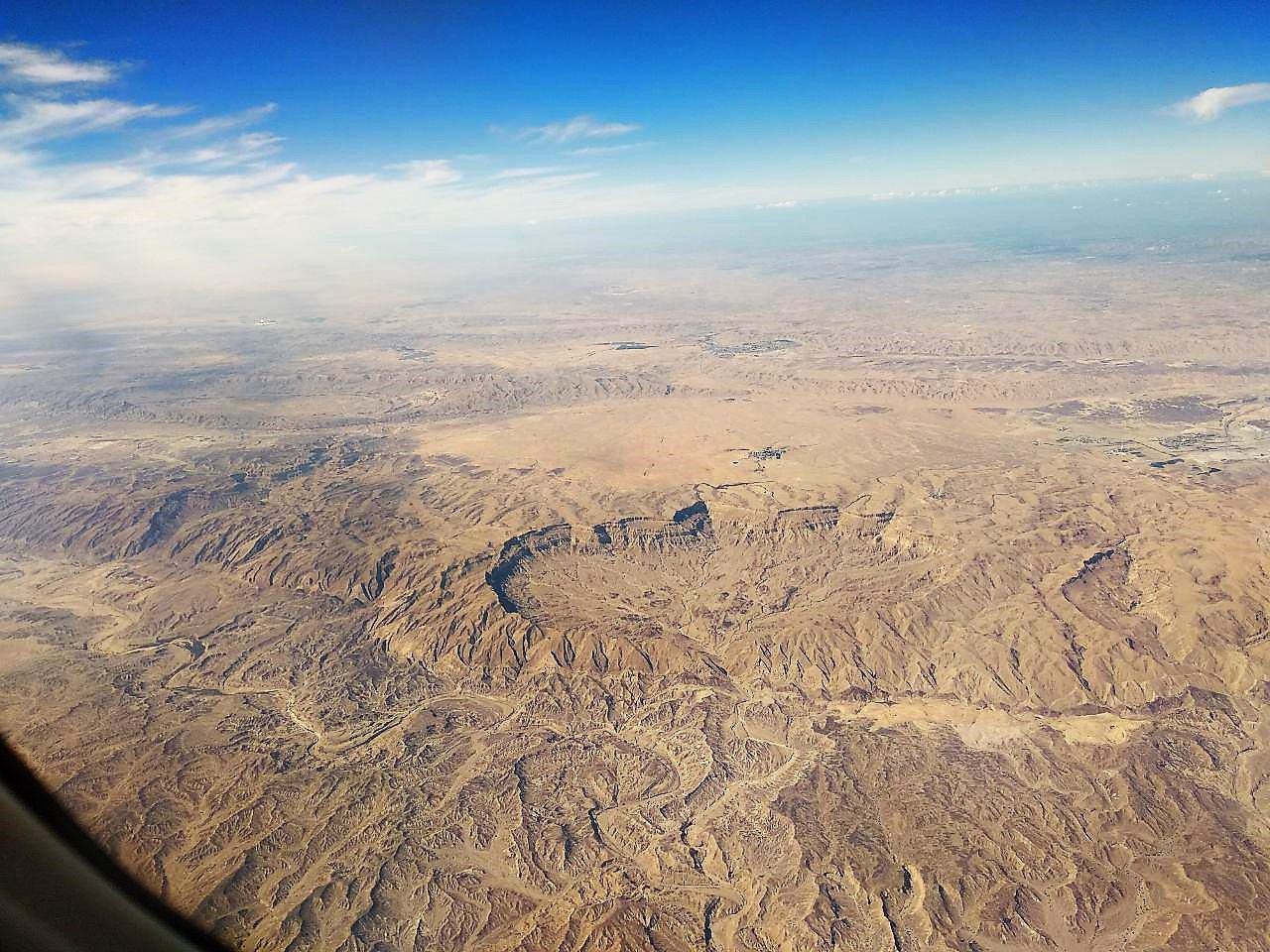
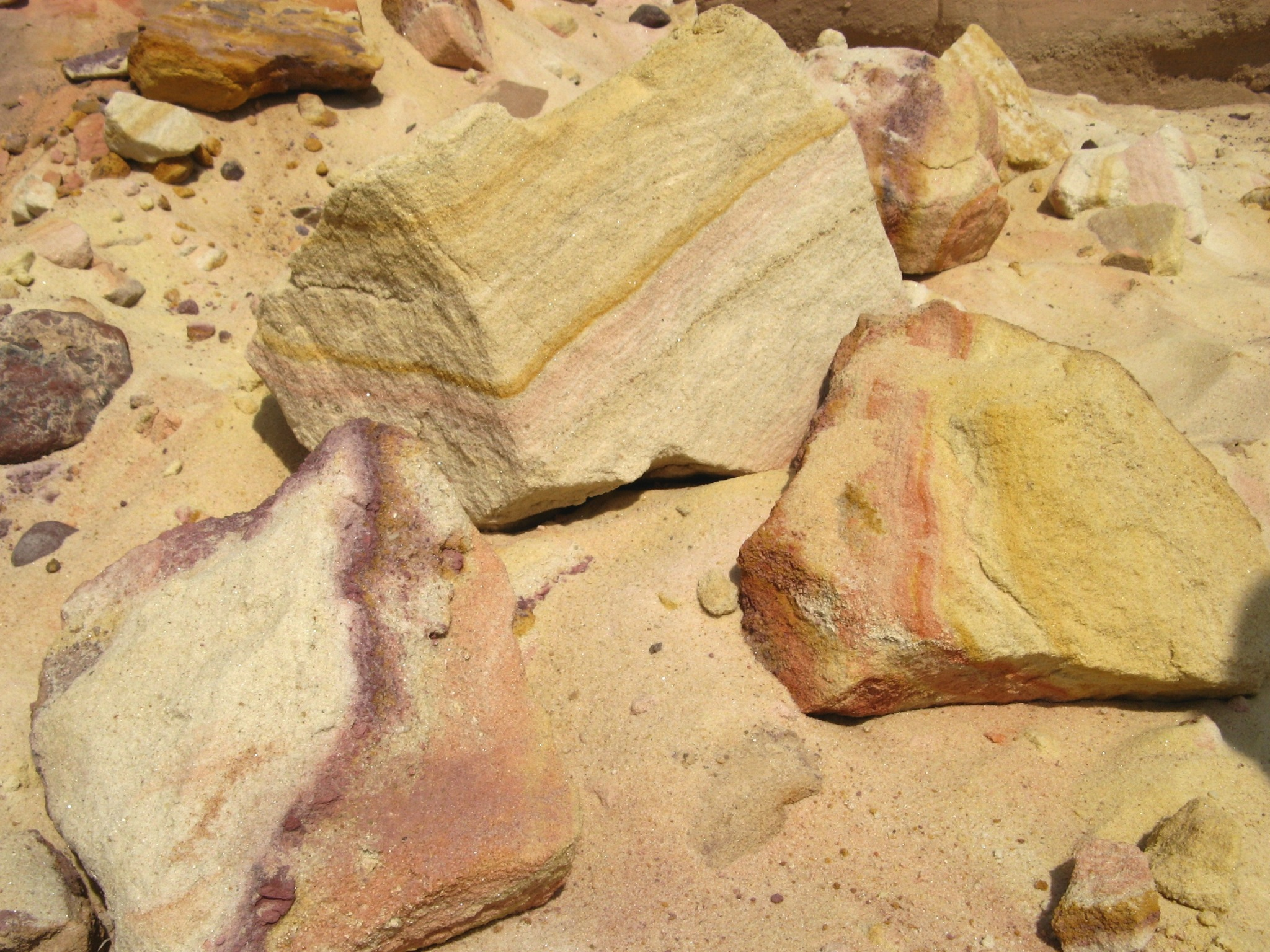
الحجر الرملي الملون في فوهة البركان
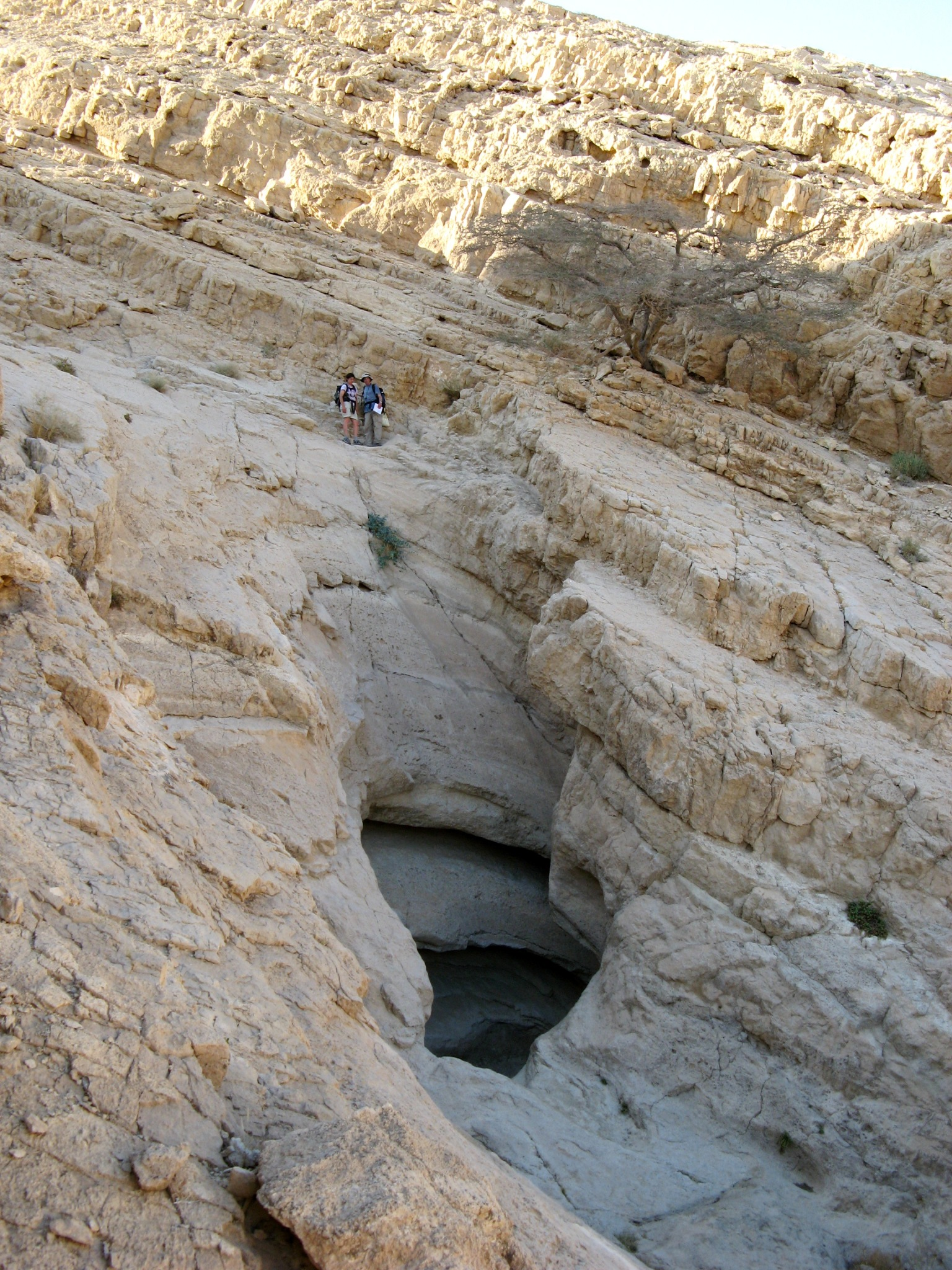
الجانب الخارجي لحافة الفوهة. يمكنك رؤية الزاوية الحادة لطبقات التربة.
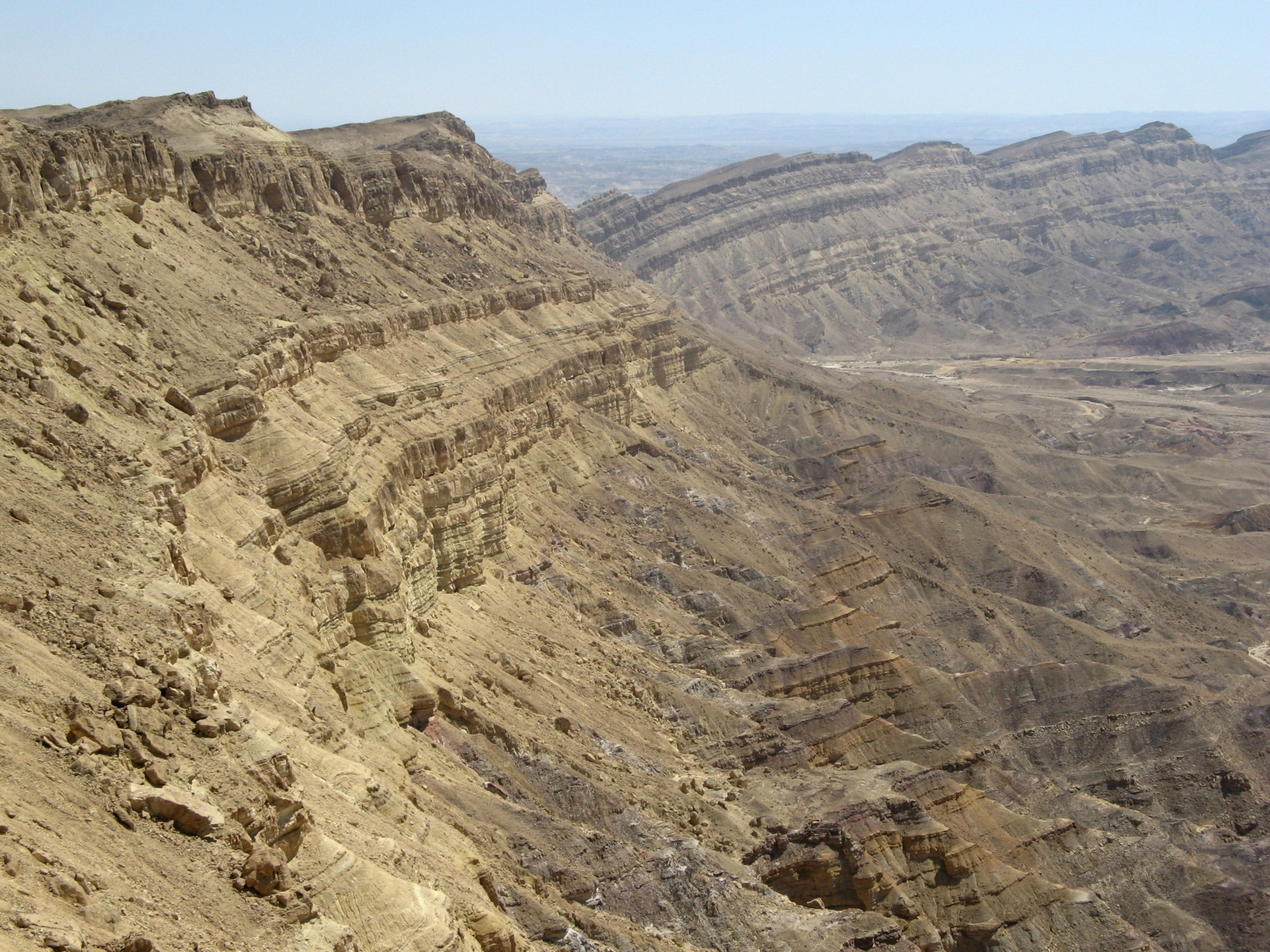
حافة الحفرة ترتفع فوق قاعها

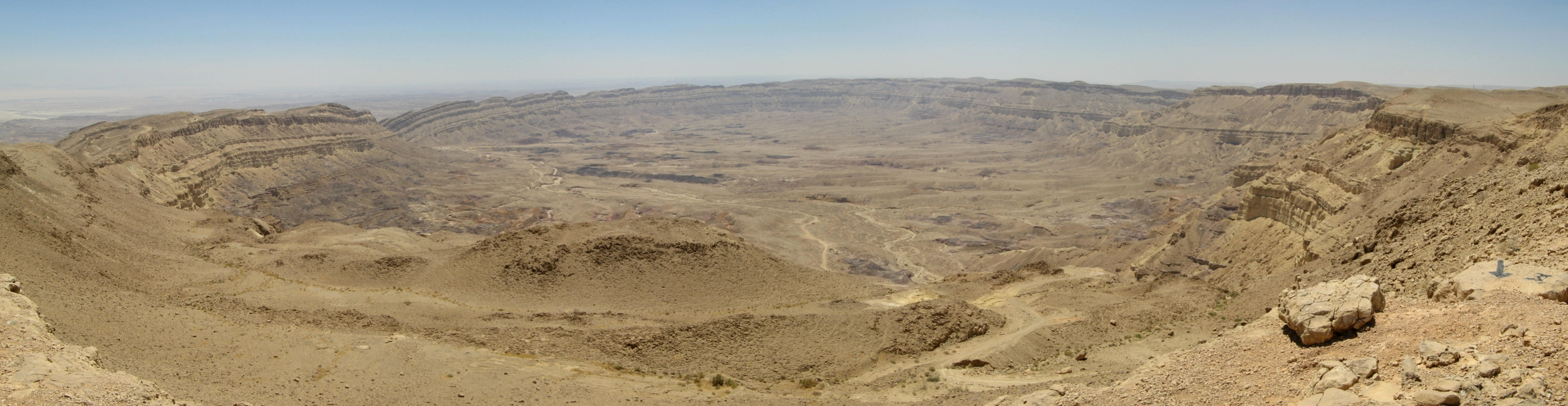
حجم الحفرة الصغيرة يسمح برؤية شكلها الكامل